# 幸せ!一週間の食卓&仲間たち
『幸せ!一週間の食卓&仲間たち』（しあわせ いっしゅうかんのしょくたくアンドなかまたち）は、一部テレビ東京系列局と富山テレビで放送されていたテレビ東京製作のトーク番組である。全8回。製作局のテレビ東京では2005年7月12日から同年9月13日まで、毎週火曜 20:00 - 20:54 （日本標準時）に放送。

## 概要
前番組『〜主婦への新・生活提案〜素敵にカリスマダム。』の早期打ち切りが決まったのを受け、これに替わる番組として企画された。番組は毎回ある1人の芸能人に密着し、彼らの1週間の全食事内容を公開。そして取材した本人に、食にまつわる思い出やこだわり、交友関係などについて語ってもらっていた。現存する番組公式サイトには、彼らが当時贔屓にしていた飲食店のデータが掲載されている。
この番組もテレビ東京系列局の殆どで放送されていたが、同時間帯に『征平・宮根のヨソ様の事情』を放送していたテレビ大阪と、『原口あきまさの福岡耳よりTV "ふくみみ"』ならびに『TVQスーパースタジアム』を放送していたTVQ九州放送では未放送だった。

## ゲスト
1. 片岡鶴太郎
2. 萩原流行
3. 九代目林家正蔵
4. 假屋崎省吾
5. 梅沢富美男
6. 岩城滉一
7. 風間杜夫
8. 大仁田厚

## 放送局
| 放送対象地域   | 放送局         | 系列           | 放送日時 | 備考                             |
| -------------- | -------------- | -------------- | --- | -------------------------------- |
| 関東広域圏     | テレビ東京     | テレビ東京系列 | 火曜 20:00 - 20:54 | 製作局                           |
| 北海道         | テレビ北海道   | テレビ東京系列 | 火曜 20:00 - 20:54 | 同時ネット                       |
| 愛知県         | テレビ愛知     | テレビ東京系列 | 火曜 20:00 - 20:54 | 同時ネット                       |
| 岡山県・香川県 | テレビせとうち | テレビ東京系列 | 火曜 20:00 - 20:54 | 初回は未放送                     |
| 富山県         | 富山テレビ     | フジテレビ系列 | 火曜 15:35 - 16:30 （2005年9月27日） 水曜 15:35 - 16:30 （2005年9月28日） 木曜 15:35 - 16:30 （2005年9月29日） 金曜 15:05 - 16:00 （2005年9月30日） | 『秋の童話』終了後の穴埋めで放送 |